# Basra (Marocco)
Basra, conosciuta anche come Baṣra al-Ḥamrāʾ (Baṣra la Rossa) è un sito archeologico del Marocco. Fu originariamente la residenza estiva della dinastia idriside dal IX al X secolo, fondata probabilmente da Idris II.
È situata sulla strada che da Souq al-Arba porta ad Ouezzane, a circa 40 km dalle coste dell'Oceano Atlantico e a 20 km a sud di Ksar El Kebir.
Fu così chiamata in onore della celebre città sciita di Basra (Bassora) in Iraq, poiché la dinastia idriside era sciita e originaria del Vicino Oriente. Il geografo e viaggiatore Ibn Hawqal nel IX secolo la descrisse come un fiorente centro commerciale in cui si producevano soprattutto cotone e cereali. Le fortificazioni di terra rossa, da cui deriva il suo soprannome, furono distrutte nel 979 ma la città sopravvisse ancora per diversi anni. Al tempo di Leone l'Africano, comunque, Baṣra era ormai ridotta in rovine.
Gli scavi effettuati dal 1980 hanno permesso una migliore comprensione dell'organizzazione spaziale del luogo e hanno portato alla luce un laboratorio di metallo e di pietra. Il muro della città, che un tempo aveva dieci porte, è stato in gran parte distrutto e non ne restano più che le fondamenta, che si estendono per 2,5 km, occupando una superficie di 30  ettari. venne scoperto anche un serbatoio di pietra, coperto da una cupola sostenuta da archi trasversali, le sue dimensioni sono di 4,25 metri di larghezza per 6 metri di lunghezza.